# فيلهلم شلينك
فيلهلم شلينك (بالألمانية: Wilhelm Schlenk) هو كيميائي ألماني عاش بين 22 مارس 1879 و 29 أبريل 1943.

## حياته
ولد فيلهلم شلينك في ميونخ عام 1879 ودرس الكيمياء في جامعتها حتى نال شهادة الدكتوراة. عمل لفترة قصيرة في مجال الصناعة الكيميائية قبل أن يعود إلى الحياة الأكاديمية للحصول على شهادة التأهيل لدرجة الأستاذية.
عمل عام 1913 في جامعة ينا ثم انتقل عام 1918 إلى فيينا ثم عاد إلى ألمانيا عام 1921 حيث أصبح خلفاً لإميل فيشر في جامعة برلين.
في عام 1925 أصبح فيلهلم شلينك عضواً في الأكاديمية البافارية للعلوم.

## أعماله
كان لشلينك دوراً رائداً في مجال الكيمياء العضوية الفلزية حيث عمل على تطوير مركبات عضوية لفلزات الليثيوم والصوديوم والمغنيسيوم، كما ينسب إليه توازن شلينك المطبق على كواشف غرينيار.
قام فيلهلم شلينك بتطوير العديد من التقنيات المخبرية خاصة في مجال التعامل مع المركبات الحساسة للرطوبة والهواء. تدعى هذه التقنيات باسم تقنية شلينك.

## اقرأ أيضاً
- دورق شلينك